# Avisalon Șușman
Avisalon (Visalon) Șușman (n. 27 aprilie 1928 – d. 2 februarie 1958, Tranișu, România) a făcut parte din grupul condus de Teodor Șușman senior (tatăl său), unul dintre cele mai importante grupuri de partizani anticomuniști care a activat în zona Munților Vlădeasa în perioada 1948–1958.

## Date personale
Avisalon, al treilea copil al familiei Șușman, una dintre cele mai înstărite familii din zona Huedinului, s-a născut la 27 aprilie 1928. Avea părul castaniu și era bine dezvoltat din punct de vedere fizic.
Despre el, Lucreția Jurj, membră a grupului, își amintește: „Era un picuț mai blând, mai liniștit. Era altfel decât Todor (Teodor Șușman junior, fratele lui - n.n.). El n-o făcut armata că era mai tânăr. O fugit de acasă și n-o mai apucat să facă armata. Ce școală avea mi-e greu să spun, da’ cred că o făcut liceu’ la Huedin. Amândoi frații erau diferiți de tatăl lor. Nu aveau porniri așa dure împotriva comuniștilor. Erau altă fire, da’ nu i-am auzit niciodată să regrete că l-o urmat pă taică-său pă munte. Nu știu dacă erau credincioși că nu prea i-am auzit discutând despre religie. Io nu prea am vorbit cu ei, că nu aveam ce și nici când, că aproape tot timpu’ erau plecați. Aproape în fiecare sară plecau amândoi. Să duceau la Răchițele și vineau dimineața. Erau tineri și ei, ce să facă. Să duceau pă la fete, că aveau prietene în sat. [...] Avisalon nu știu la cine să ducea, că el era mai cuce un pic. El era mai moale, mai așezat.”

## Motivația constituirii grupului condus de Teodor Șușman senior
Cauzele care au dus la constituirea grupului condus de Teodor Șușman senior sunt similare celor care au determinat și apariția altor grupări de partizani și au fost reprezentate de procesul de stalinizare în care a fost angajată societatea românească după Al Doilea Război Mondial.
După război Teodor Șușman sn. a refuzat să se alăture comuniștilor și s-a manifestat ca opozant al noului regim, făcând, în paralel, propagandă electorală pentru PNȚ. Astfel, a devenit un „dușman de clasă” care trebuia neutralizat. În 1945 a fost înlăturat din funcția de primar, iar peste 2 ani i-a fost închis magazinul, fiindu-i apoi sechestrat depozitului de cherestea.
Prestigiul lui Teodor Șușman îl făcea periculos pentru regim, motiv pentru care s-a încercat înlăturarea sa din viața socială prin metoda încarcerării. La 18 august 1948 o echipă de jandarmi s-a prezentat la domiciliul său pentru a-l aresta, dar a scăpat pentru că nu era acasă.

## Motivația alăturării lui Avisalon Șușman grupului de partizani
Raziile desfășurate la Răchițele în 18 august 1948, care i-au vizat și pe apropiații lui Șușman, nu au fost lipsite total de rezultate. Astfel, fiind găsit acasă, Avisalon a fost arestat împreună cu încă o persoană care se găsea în gospodărie, dar a cărei identitate nu se cunoaște. El a fost ulterior transportat la Postul de Jandarmerie din Călățele, dar în aceeași zi, datorită unei neglijențe de pază a reușit să evadeze și să ajungă în Valea Firii, unde s-a întâlnit cu tatăl său și i s-a alăturat. 
Pentru a stopa curentul de solidaritate cu partizanii, în 1950 Tribunalul Militar din Cluj i-a judecat și condamnat în contumacie pe fugari, iar Avisalon Șușman a primit 12 ani muncă silnică.
În vara anului 1950, împreună cu alți membri ai grupului, Avisalon a rămas în apropierea satului Răchițele, în locul numit Picioragul Porcului, unde și-au construit o colibă. În perioada următoare a participat împreună cu alți membri ai grupului la diverse acțiuni îndreptate împotriva domeniului public, de stat, sau a reprezentanților acestuia, ca o ripostă indirectă terorii declanșate de autorități. Spre exemplu, în prima parte a lui octombrie 1950, au plănuită o acțiune împotriva casierilor de la societatea de exploatare a lemnului IPEIL Beliș. Astfel, în 5 octombrie Avisalon, Teodor jr. și Ioan Popa s-au deplasat pe Valea Someșului Cald și i-au așteptat pe casierii de la IPEIL. La locul stabilit nu au sosit casierii, ci o delegație. Partizanii i-au oprit, au efectuat o percheziție asupra lor și au reținut o haină de piele, o raniță, o pătură și o sumă mică de bani. Dându și seama de confuzie, le au atras atenția să nu divulge nimic din cele întâmplate, au fost puși să depună un jurământ cu mâna pe un pistol.
 Întâlnirea a fost lipsită de orice accente de violență, înainte de a li se permite să și continue drumul, Ioan Popa cerându și iertare pentru situația creată și restituind o parte din obiectele și banii ridicați inițial.
În iarna acelui an nu au fost probleme pentru grup, Avisalon adăpostindu-se la diferite familii din Răchițele, însă a fost văzut și în comuna Scărișoara, în apropiere de Câmpeni.
În primăvara anului 1951 grupul s-a reunit în zona Răchițele, dar există indicii că Avisalon, alături de tatăl și fratele său, Teodor, ar fi lucrat la o unitate IPEIL din Radna, județul Arad. .
În 15 decembrie 1951 Teodor Șușman senior s-a sinucis, ceea ce a afectat ulterior și structura grupului.
În acea iarnă frații Șușman au stat în Frăsinet, la un bătrân, Ioan Abrudan (a Gavriloachi, ucis ulterior de securiști în Răchițele), unde aveau alimente pentru 4 luni, însă li s-a „dat de urmă” și au fost nevoiți să fugă.
Grupul s-a reunit în 1952 și îi regăsim împreună în dimineața de 6 iulie, când, în punctul Feirea, s-au întâlnit cu un o companie de soldați care îi căutau. S-a deschis focul și partizanul Ioan Popa (Ciota) a fost împușcat mortal.
După această ambuscada grupul a luat decizia să se despartă și timp de peste o lună autoritățile nu au mai avut informații despre ei, cu toată că Miliția și Securitata folosea, la un moment dat, pentru prinderea lor, un număr de 200 de informatori în Regiunea Cluj și 90 în Regiunea Oradea.
Frații Șușman s-au deplasat în zona Brăișor, Morlaca, Traniș, Hodiș (în apropiere de Huedin).
În vara anului 1954, Roman Oneț și soții Jurj (Mihai și Lucreția) au fost arestați, ceea ce a făcut ca, începând cu acel an, grupul să mai supraviețuiască doar prin cei doi frați Șușman. Pentru ei au urmat câțiva ani mai liniștiți, în condițiile în care și activitatea Securității a fost una mult diminuată față de perioada anterioară. Utilizând acte de identitate contrafăcute și nume false, au putut rămâne mai mult în sate, dar s-au și deplasat cu mai multă ușurință dintr un punct în altul. Pe lângă gazdele din Traniș, ei au fost sprijiniți de mai multe persoane din Brăișor, din Morlaca și din Hodiș.

## Sfârșitul lui Avisalon Șușman

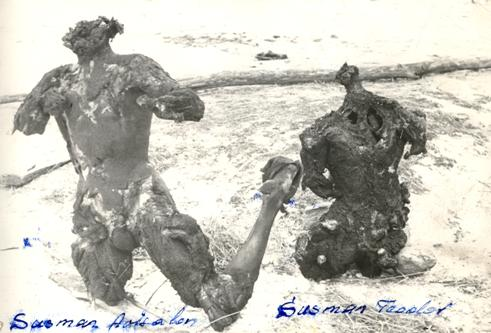
Corpurile carbonizate ale fraților Teodor și Avisalon Șușman, fotografie realizată de Securitate

Ca o consecință a Revoluției din Ungaria, în 1957-1958 s-au accentuat acțiunile de prindere a ultimilor partizani, în acest context fiind arestat și Iosif Capotă. El a recunoscut în anchetă că în 1957 a luat legătura cu frații Șușman, prin intermediul lui Dumitru Tarău, pentru a le vinde un aparat de radio portabil. Tarău a fost arestat și folosit ca informator. Pe baza datelor furnizate de informatori, obținute în anchetă de la susținătorii lor sau prin utilizarea de TO (tehnică operativă), Securitatea a aflat, în cele din urmă, că cei doi sunt ascunși în satul Traniș, comuna Valea Drăganului.
În dimineața de 2 februarie, efective ale Ministerului de Interne și trupe de Securitate au descins în Traniș. Casa, grajdul și șura lui Romul Florea (unde se bănuia că sunt cei doi) au fost percheziționate de două ori fără rezultate. În acest timp Romul Florea și soția sa, Floarea, au fost anchetați fără a divulga locul unde erau ascunși partizanii. Dar, „în jurul orei 8,30, Florea Floarea, fiind dusă în grajd și anchetată din nou, a început să strige că nu se sperie de amenințări”. La strigătele „anormale” ale femeii, s-a dat ordin ca o trupă să pătrundă din nou în pod și să dea tot fânul jos. În momentul când echipa a ajuns la gura podului a fost primită cu foc. Schimbul de focuri a durat aproape două ore, timp în care frații Șușman, care se aflau în pod, au fost somați să se predea. Au existat și câteva încercări de pătrundere în forță din partea unei echipe de șoc, dar fără succes. Pentru a-i „intimida” s-a dat foc la o căpiță de fân ce se afla în spatele grajdului și au fost din nou somați să se predea, „în caz contrar... se va da foc și grajdului... S-a dat apoi foc la un colț al grajdului. După incendierea grajdului, echipa de șoc a mai încercat să pătrundă de două ori în interior, însă de fiecare dată au fost întâmpinați cu foc de armă. La a treia încercare, nu s-a mai putut pătrunde din cauză că grajdul a luat complet foc. În acest fel bandiții au ars...” A doua zi s-a efectuat identificarea cadavrelor de către gazde, iar „în urma autopsiei s-a stabilit că bandiții au ars de vii”, versiune susținută și de mărturii.
Odată cu moartea lui Avisalon și Teodor jr., grupul „Șușman” a încetat să mai existe, însă zeci de persoane au fost arestate și condamnate pentru că i-au susținut pe partizani.